# Hohenau an der March

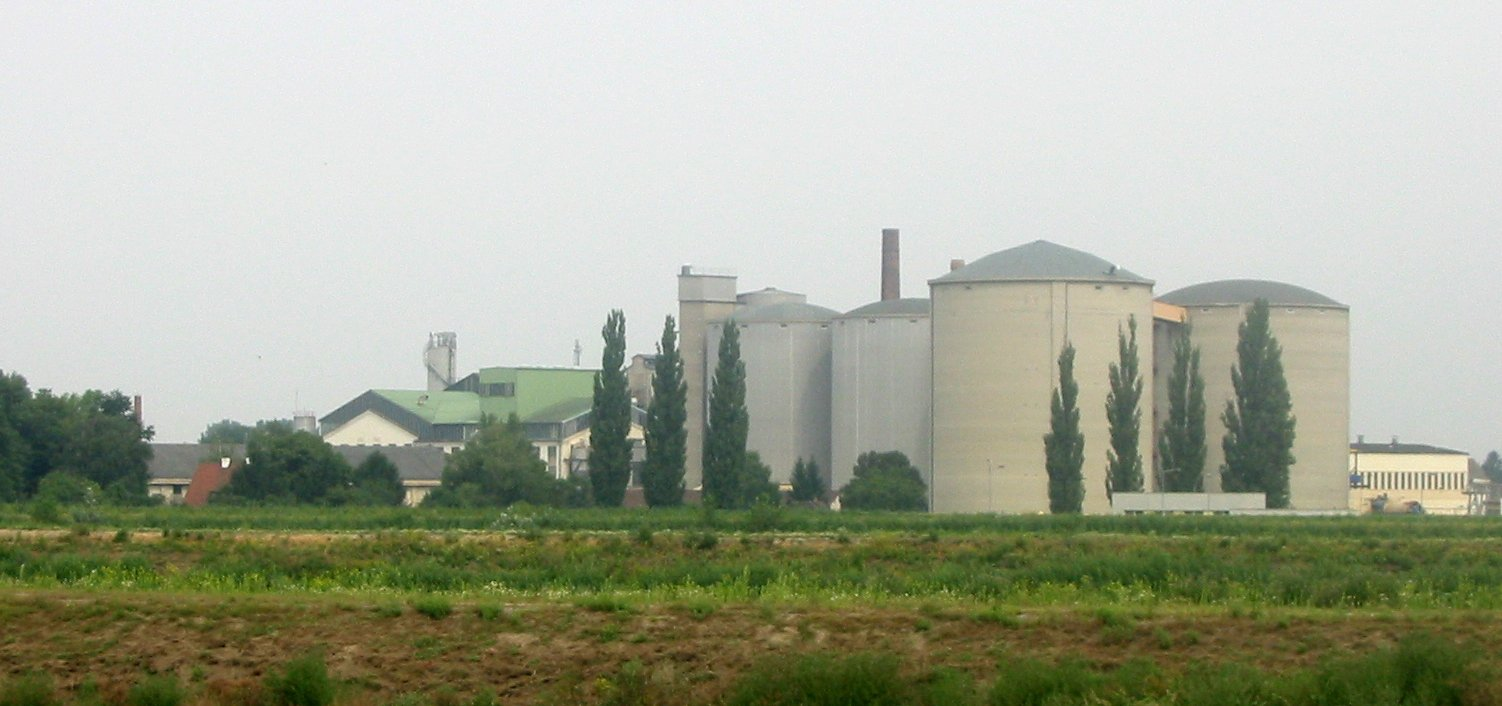
Cukrovar v Hohenau

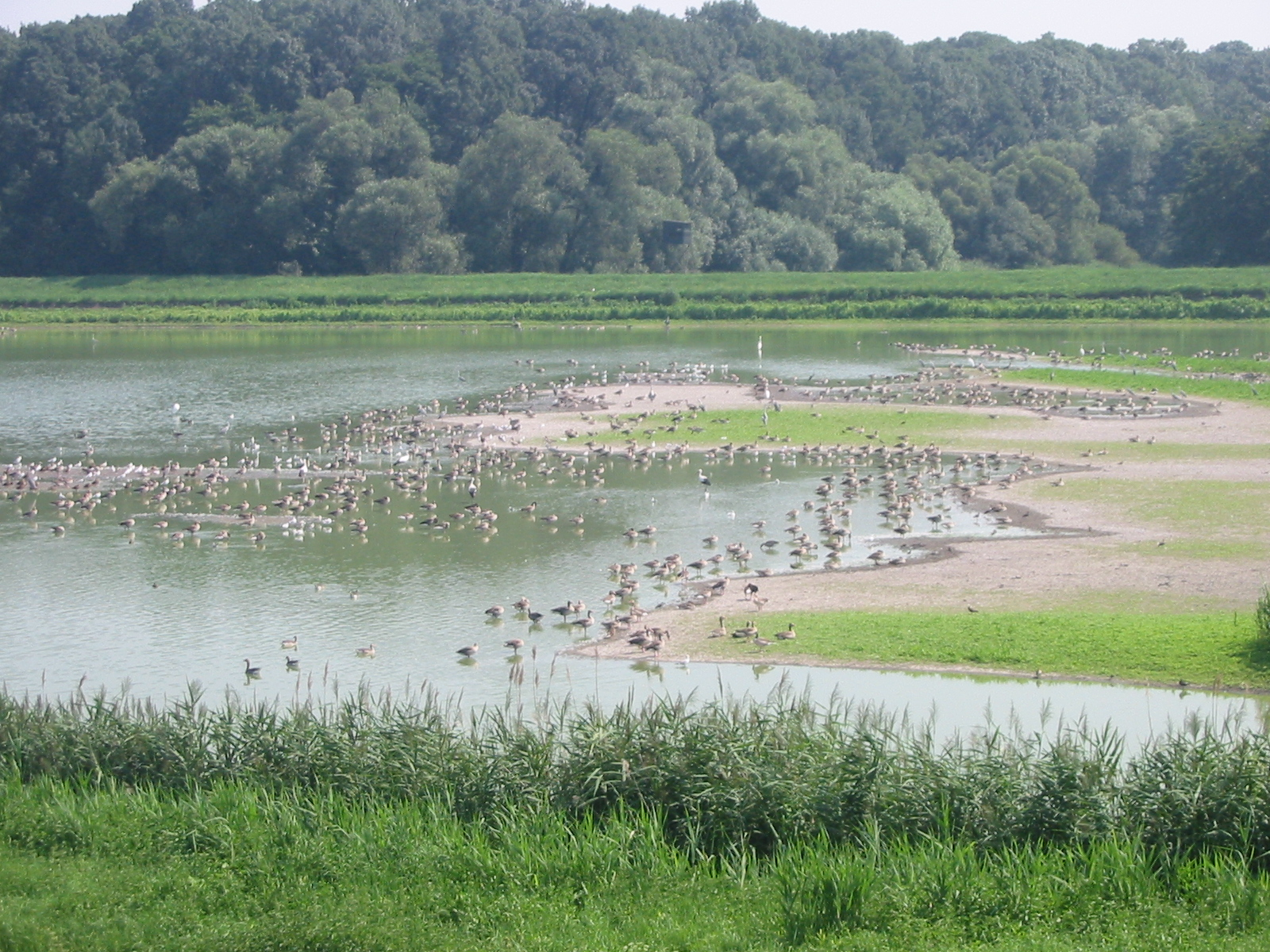
Cukrovar přitahuje díky teplé chladicí odpadní vodě různé tažné ptáky

Hohenau an der March (česky Cáhnov) je městys se 2 772 obyvateli v Rakousku ve spolkové zemi Dolní Rakousko, okres Gänserndorf na hranici s Českou republikou a se Slovenskem nedaleko soutoku Moravy a Dyje.

## Poloha
Hohenau leží v severovýchodní části území Weinviertel, ve spolkové zemi Dolní Rakousko. Plocha katastrálního území je 23,37 km², přičemž 6,18 procent plochy je zalesněno. K obci nepatří žádné jiné další katastrální území.

## Historie
Založení obce se datuje mezi roky 1043 a 1050. Z roku 1359 pochází první písemná zmínka o Cáhnově jako o obci s právem pořádat trhy. V obci se později usídlili Charváté, kteří zde tvořili nejméně polovinu obyvatel. V roce 1920 byla obec trvale přiřčena Rakousku. 

## Vývoj počtu obyvatel
- Roku 1971 3 591 obyvatel
- Roku 1981 3 205 obyvatel
- Roku 1991 2 815 obyvatel
- Roku 2001 2 772 obyvatel

## Hospodářství
Hospodářsky důležité pro Cáhnov bylo založení cukrovaru v roce 1867, nyní patřícího koncernu Agrana. V roce 2006 byl cukrovar kvůli trvale klesajícím světovým cenám cukru uzavřen. Tím ubyla v hospodářsky slabém regionu další pracovní místa.
Dle sčítání lidu v roce 2001 bylo pracovně činných 1101 obyvatel, což představovalo 40,8 procent obyvatelstva.

## Doprava a infrastruktura
V obci se nachází železniční stanice na elektrifikované trati z Vídně do Břeclavi, která je součástí někdejší Severní dráhy císaře Ferdinanda. Někdejší pontonový most přes pohraniční řeku Moravu byl v roce 2005 nahrazen mostem novým. Tímto byl dosaženo kvalitnějšího spojení se Slovenskem.

## Turistika
Okolí obce je ideální pro cykloturistiku. Hodně je zde rozšířen rekreační rybolov.

## Zajímavosti
V prostoru dvora Facihof za cukrovarem se nachází již desítky let rybník, který byl zásobárnou chladicí vody pro cukrovar. Tento rybník nezamrzal ani při nízkých venkovních teplotách. Tímto se vytvořil uměle jedinečný biotop a ráj pro tažné ptactvo. Tento rybník využívaly během zimy jako zastávku především divoké kachny a divoké husy během jejich tahu na jih. Na okraji rybníka vznikla za tímto účelem dřevěná veřejně přístupná pozorovatelna. Vinou uzavření cukrovaru zmizeli ptáci a nyní se rybník využívá k chovu ryb.